# Crystal R. Fox
Crystal R. Fox (Tryon, 1 januari 1964) is een Amerikaanse actrice en zangeres.
Fox trad op in vele toneelproducties tijdens haar carrière, waaronder Antony and Cleopatra, The Comedy of Errors en The Rocky Horror Picture Show. Ze ontving een Helen Hayes Award-nominatie voor haar rol in het toneelstuk Home uit 2002.
Met haar acteerwerk op televisie is ze vooral bekend van haar rollen als Luann Corbin in de politieserie In the Heat of the Night (1989-1995) en als Hanna Young in de soap The Haves and the Have Nots (2013-heden). Met de dramaserie Big Little Lies werd ze samen met de cast genomineerd voor een Screen Actors Guild Award voor een uitstekende prestatie door een ensemble in een dramaserie.
Ook verscheen ze in een aantal films, waarvan onder meer de hoofdrol in de thriller A Fall from Grace uit 2020.